# Anita Dark
Anita Dark (eredetileg Perger Anita) (1975. április 11. –) magyar pornószínésznő.
Egyéb művésznevei: Anita Pansy, Sonia Berger, Sonia Bergher. Magyar származású pornósztár. Társnőjével, Anita Blonde-dal szokott együtt dolgozni. Eleinte fotómodellként dolgozott. 1994-ben Miss Budapestté koronázták. Az Internet Movie Database szerint a születési neve Perger Anita. Első filmjeit Mario Salieri rendezővel forgatta.

## Filmjei
- Concetta Licata 2 (1997) (V)
- Rock and Roll. Rocco Part II (1997) (V)
- Wet Cotton Panties 4 (1998) (V)
- Video Adventures of Peeping Tom 11 (1998) (V)
- Pick Up Lines: Patio Pleasures (1998) (V)
- Pick-Up Lines 23 (1998) (V)
- North Pole #1 (1998) (V)
- L’Empreinte du vice (1998) (V)
- America's 10 Most Wanted 3 (1998) (V)
- Racconti immorali di Mario Salieri, I (1999) (V)
- California Calendar Girls (1999) (V)
- Bodyslammin’ (1999) (V)
- Private Lust Treasures 2 (2002) (V)
- Cum Shot Starlets (2002) (V)
- Vita in vendita, Una (2003) (V)
- Pussy Foot’n 9 (2003) (V)
- No Man’s Land 39 (2003) (V)
- Captives of Conspiracy (2003) (V)
- Magmas superheisse Star Revue (2004) (V)
- Anita Dark Exposed (2004) (V)
- Carnal Desires (2005) (V)
- Very Best of Anita Blond & Anita Dark (2005) (V)
- Every Man’s Fantasy 2 (2005) (V) …. Model 1, Segment 2
- Lucky Lesbians 1 (2006) (V)